# Extremadura (vino)
Extremadura es una indicación geográfica protegida, utilizada para designar los vinos de la tierra elaborados con uvas producidas en las zonas vitícolas de la comunidad autónoma de Extremadura, España, y que cumplan unos requisitos determinados.
Esta indicación geográfica fue reglamentada en 1999.

## Tipos de vino
- Vino blanco.
- Vino rosado.
- Vino tinto.
- Pitarra.
- Cava.

## Variedades de uva
- Tintas: Bobal, Mazuela, Monastrell, Tempranillo, Garnacha, Graciano, Merlot, Syrah y Cabernet Sauvignon.

- Blancas: Alarije, Borba, Cayetana Blanca, Chardonnay, Chelva, Malvar, Viura, Parellada, Pedro Ximénez, Verdejo, Eva de Los Santos, Pardina.

## Véase también

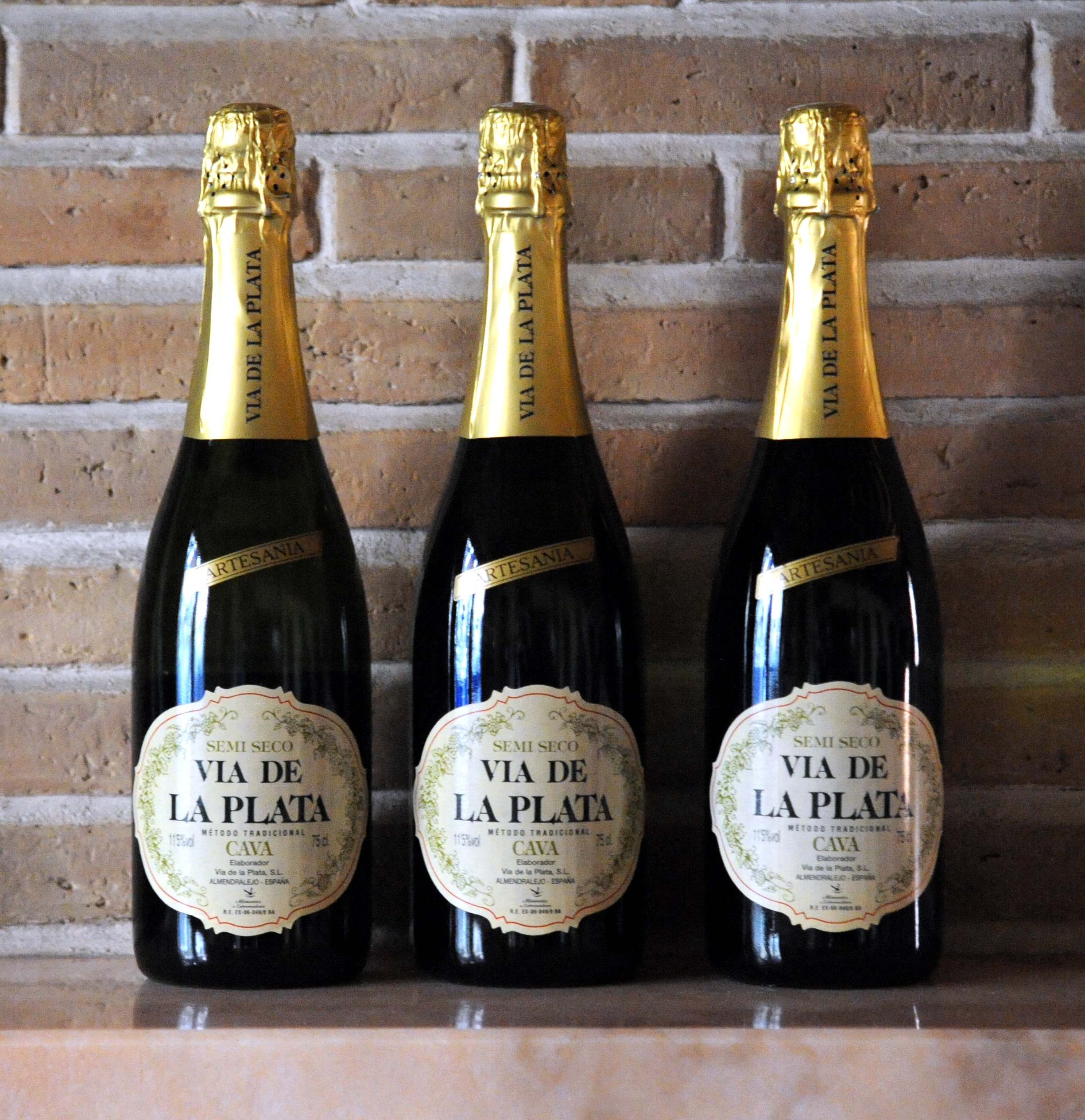
Cava extremeño, producido en Almendralejo